# Über Dich
Über Dich ist ein Lied der deutschen Singer-Songwriterin Madeline Juno aus dem Jahr 2020. Das Stück ist die zweite Singleauskopplung aus ihrem fünften Studioalbum Besser kann ich es nicht erklären sowie Teil der EP Bevor ich dich vergesse.

## Entstehung und Artwork
Das Lied wurde von der Interpretin selbst, gemeinsam mit den beiden in Berlin wirkenden Musikern Steven Bashir und Alexander Knolle (Alex Lys), geschrieben. Letzterer zeichnete zudem auch für die Aufnahme, Instrumentierung, Produktion sowie die Programmierung verantwortlich. Für die Instrumentierung spielte Lys die Gitarre und das Keyboard ein. Abgemischt wurde das Lied durch den in Köln wirkenden Toningenieur Yunus Cimen (Kingsize). Das Mastering erfolgte durch GKG Mastering in Freising, unter der Leitung des Studioinhabers Ludwig Maier.
Juno arbeitete bei der Entstehung zu Besser kann ich es nicht erklären erstmals mit allen an der Produktion beteiligten Musikern zusammen. Mit den Koautoren Bashir und Lys führte sie die Arbeit am folgenden Studioalbum Nur zu Besuch (Januar 2024) fort.
Auf dem Frontcover der Single ist – neben dem Liedtitel – Juno zu sehen. Es zeigt sie hüftaufwärts, mit dem Schulterblick in Richtung der Kamera.

## Veröffentlichung und Promotion
Die Erstveröffentlichung von Über Dich erfolgte als Single am 18. November 2020 bei Embassy of Music. Diese erschien als digitaler Einzeltrack zum Download und Streaming. Der Vertrieb erfolgte durch Tonpool, verlegt wurde das Lied durch Budde Music, Edition Novemberkind, Sony Music Publishing und Universal Music Publishing. Am 9. April 2021 erschien das Lied als Teil von Junos dritter EP Bevor ich dich vergesse, dessen zweite Singleauskopplung es ist. Am 14. Januar 2022 erschien Über Dich als Teil von Junos fünften Studioalbum Besser kann ich es nicht erklären (Katalognummer: 770200), dessen zweite Singleauskopplung es ist.
Juno selbst kündigte die Single erstmals, drei Tage vor Erscheinen, über Instagram am 15. November 2020 an. Nach der Singleveröffentlichung wurde Juno von Spotify zum Cover der „Deutschpop Playlist“ auserwählt. Um das Lied weiter zu bewerben, erfolgte unter anderem ein Liveauftritt in akustischer Fassung, bei einem Onlinekonzert am 18. März 2021, dass im Zuge der Konzertreihe #SEATsounds LIVE erfolgte. Ein weiterer Liveauftritt erfolgte am 15. April 2021 in der ZDF-Musikshow Stay Live, bei dem Juno eine Art Minikonzert mit sechs Titeln spielte, darunter auch Über Dich im Duett mit der deutschen Popsängerin Lea.

## Inhalt
| „Erst, wenn ich Coldplay wieder hör’n kann. Und mit der U8 fahren. Mich nicht mehr komplett killt. Erst, wenn ich Leuten wieder zusag’. Ohne dass ich Angst hab’. Dich an der Bar zu seh’n.“ – Refrain, Originalauszug | Der Liedtext zu Über Dich ist in deutscher Sprache verfasst und stammt von der Interpretin selbst sowie Steven Bashir und Alex Lys. Alle Texter komponierten zugleich die Musik in der Tonart Fis-Dur mit 112 Schläge pro Minute. Musikalisch bewegt sich das Lied im Bereich der Popmusik. Inhaltlich handelt Über Dich vom Verarbeiten einer Liebesbeziehung, in der man verletzt wurde. Es bildet dabei die Fortsetzung zu Obsolet (August 2020) und beschreibe den Heilungsprozess nach einer noch nicht ganz verarbeiteten Trennung. Juno selbst gab in einem Instagram-Beitrag an, dass man es sich manchmal selbst erarbeiten müsse, um mit einer Liebesbeziehung abschließen zu können. Manchmal hieße das einfach, darin Frieden finden zu können, dass man aufrichtig gefühlt, gehandelt und geliebt habe und dass am Ende des Tages nichts, was man hätte tun können, irgendetwas hätte ändern können. Manchmal bedeute abschließen können, neue Menschen und neue Chancen in sein Leben kommen zu lassen, wieder Lieder hören zu können, ohne sie im „Klang der Stimme“ einer bestimmten Person zu hören oder wieder durch Straßen gehen zu können, die Jahre lang Erinnerungen aufgesogen hätten. Und manchmal wisse man erst, dass man über etwas hinweg sei, wenn Erinnerungen endlich nicht mehr unerträglich, sondern notwendig seien. Notwendig um zu verstehen und jeden Tag mehr zu realisieren können, was alles nicht bis ans Ende seines Lebens hätten sein sollen. |

Aufgebaut ist das Lied aus zwei Strophen, einem Refrain und einer Bridge. Es beginnt mit der ersten Strophe, die sich aus acht Zeilen zusammensetzt. An diese schließt sich zunächst der zweizeilige Prechorus an, ehe der eigentliche Refrain einsetzt. Dieser wurde als Sechszeiler geschrieben und klingt mit dem Postchorus aus, der wiederum auch aus acht Zeilen besteht. Der gleiche Aufbau wiederholt sich mit der zweiten Strophe, nur das diese als Vierzeiler verfasst wurde. Nach dem zweiten Refrain setzt als musikalisches Zwischenspiel die vierzeilige Bridge ein, die sich aus einem sich wiederholenden Zweizeiler zusammensetzt. Danach endet das Lied mit dem dritten Refrain, der diesmal auf den Prechorus zum Einstieg verzichtet.

## Musikvideo
Das Musikvideo zu Über Dich feierte seine Premiere am 6. Dezember 2020 auf der Videoplattform YouTube. Es zeigt Juno, die sich in einem anscheinlich runtergekommen Raum mit Sofa und Sessel aufhält, während sie das Lied singt. Teilweise werden auf ihr beziehungsweise an die Wände Textzeilen aus dem Lied projiziert. In einer Szene sitzt Juno mit nacktem Oberkörper auf einem Stuhl, mit dem Rücken zur Kamera, während auf ihrem Rücken Szenen ihres eigenen Gesichts, beim Singen des Liedes, zu sehen sind. Die Gesamtlänge des Videos beträgt 3:19 Minuten. Regie führte der Berliner Filmemacher und Fotograf Danny Jungslund, der zuvor schon das Coverbild zu Obsolet schoss. Das Video zählte bis Mai 2025 über 630 Tausend Aufrufe auf YouTube.

## Mitwirkende
| Liedproduktion - Steven Bashir: Komposition, Liedtext - Yunus Cimen (Kingsize): Abmischung - Madeline Juno: Gesang, Komposition, Liedtext - Alexander Knolle (Alex Lys): Aufnahme, Gitarre, Keyboard, Komposition, Liedtext, Musikproduktion, Programmierung - Ludwig Maier: Mastering Musikvideo - Danny Jungslund: Drehbuch, Regie - Jonathan Lichtenberg: Assistenz - Anthony Molina: Kamera | Unternehmen - Budde Music Publishing: Verlag - Edition Novemberkind: Verlag - Embassy of Music: Musiklabel - GKG Mastering: Tonstudio - Sony Music Publishing: Verlag - Tonpool: Vertrieb - Universal Music Publishing: Verlag |

## Rezensionen
Arne Lehrke von Plattentests.de vergab drei von zehn Punkten für das Album Besser kann ich es nicht erklären. Während seiner Rezension hob er Über Dich als einziges „Highlight“ aus dem Album hervor: „In Über Dich hüpft sie leichtfüßig über die Tonleiter in Richtung eines kleinen Highlights“.
Annika Feldmann vom Online-Magazin laut.de vergab drei von fünf Sternen für das Album. An vielen Stellen habe man das Gefühl, dass Juno einer gewissen „Klischee-Pop-Vorlage“ entsprechen wolle oder solle. Die „klischeehaften“ Einwürfe in Über Dich oder dem ähnlichen Aufbau in einem Großteil der Lieder: „reduzierte Bridge und dann noch mal alles geben“. Alles in allem überrasche das Album aber an einigen Stellen, besonders dort, wo Juno sich auf „clevere Art“ vom „Schnittmuster“ löse.